# Regione di Qyzylorda
La regione di Qyzylorda (in kazako Қызылорда облысы?, Kyzylorda oblysy; in russo Кызылординская область?, Kyzylordinskaja oblast') è una regione del Kazakistan situata nella parte meridionale del Paese ai confini con l'Uzbekistan; confina inoltre con le regioni kazake di Aqtöbe, Turkistan e Karaganda.
Il territorio della regione ha, grosso modo, la forma di un tozzo rettangolo che si estende dal versante nord-occidentale delle ultime propaggini del massiccio del Tien Shan alle piane steppose o semi-desertiche del Kazakistan centrale, allungandosi fino a toccare, all'estremità nord-occidentale, quel che rimane del lago d'Aral. Il medio e basso corso del fiume Syr Darya taglia longitudinalmente l'intero territorio regionale.
Il clima è duramente continentale, con temperature medie estive (mese di luglio) intorno a 26 °C su tutta la regione e medie invernali (gennaio) oscillanti tra i -9 °C (Qyzylorda) e i -11 °C (Qazaly); l'aridità è molto marcata (Qazaly, 140 mm di precipitazioni medie annue).
Il capoluogo della regione è la città di Qyzylorda; come spesso succede in Kazakistan, le altre città sono di dimensione nettamente inferiore e sono di importanza esclusivamente locale. Tra gli altri centri, qualche rilievo hanno Qazaly (ex Kazalinsk) e soprattutto Baıqońyr, più nota con il nome russo di Bajkonur, sede di un cosmodromo e tuttora, insieme all'area circostante, sotto amministrazione russa. Il resto della regione è pressoché spopolato (densità di popolazione di meno di 3 ab./km²).

## Distretti
La regione è suddivisa in 7 distretti (audan) e una città autonoma (qalasy): Qyzylorda.
I distretti sono:
- Aral
- Qarmaqšy
- Qazaly
- Šielí
- Syrdariâ
- Zhalaǧaš
- Zhańaqorǧan